# RTLinux
RTLinux ist eine Erweiterung von Linux zu einem Echtzeitbetriebssystem, die ursprünglich von Victor Yodaiken zusammen mit seinem Studenten Michael Barabanov an der Universität von New Mexico entwickelt wurde. RTLinux wird in einer freien und wurde bis 2011 in einer kommerziellen Version vertrieben.
Ursprünglich wurde RTLinux von der Firma FSMLabs vertrieben, bis 2007 die Rechte von dem Embedded-Linux-Spezialisten Wind River Systems übernommen wurden, der seit 2009 eine 100 %-Tochter von Intel ist.
RTLinux/GPL, die freie Version, ist unter den Bedingungen der GNU GPL erhältlich. RTLinux hat im Bereich der Ansteuerung von Maschinen eine gewisse Bedeutung. Auf dem Massenmarkt für gewöhnliche Anwender ist es dagegen weitgehend unbekannt.

## Alternative Lösungsansätze für echtzeitfähiges Linux
- RTAI (Real Time Application Interface, eine mit RTLinux vergleichbare Open-Source-Entwicklung)[4]
- LibeRTOS (Linux Based Enhanced Realtime Operating System)[5]
- Xenomai (Real-Time Framework for Linux)[6]
- Für den Linux-Kernel existiert u. a. mit „Linux-rt“ ein Patchset, das harte Echtzeitfähigkeit ermöglicht[7][8] – ab Version 5.4 wurden die Real-Time-Patches schrittweise in den Kernel integriert[9], so dass ab Kernel-Version 5.15 nun die Kerntechnik vorhanden ist, allerdings fehlen zur Aktivierung und Nutzung immer noch einige wesentliche Änderungen[10] (die „Linux-rt“ bereitstellt).